# Folkestyret - 22 korte film om demokrati, Folketinget og EU
Folkestyret - 22 korte film om demokrati, Folketinget og EU er en samling af 22 danske oplysningsfilm fra 2010 med ukendt instruktør. Filmene giver blandt andet svar på, hvad en politiker laver, hvordan en lov bliver til, hvem der bestemmer hvad i Danmark, og hvordan EU har indflydelse på det danske samfund.

## Filmene
- Folketingets formand
- Mediernes rolle
- Frihedsrettigheder
- Grundlovens tilblivelse
- Hvad er et politisk parti?
- Internationalt samarbejde
- EU's historie, Hvad laver EU?
- EU's institutioner
- Hvad er en EU-traktat?
- Omvisning i Folketinget
- Folketingsvalg
- Politikeren
- Politikerens dag
- Fra idé til lov
- Regeringen
- Kontrol med regeringen
- Finansloven
- Grundloven
- Hvem bestemmer hvad?
- Partierne
- Vejen til Folketinget